# Megourella tribulis
Megourella tribulis är en insektsart som först beskrevs av Walker 1849.  Megourella tribulis ingår i släktet Megourella och familjen långrörsbladlöss. Arten är reproducerande i Sverige. Inga underarter finns listade i Catalogue of Life.